# ريتشارد وود (لاعب كرة قدم أمريكية)
ريتشارد وود (بالإنجليزية: Richard Wood)‏ هو لاعب كرة قدم أمريكية أمريكي، ولد في 31 مايو 1953 في إليزابيث في الولايات المتحدة.

## وصلات خارجية
- ريتشارد وود على موقع مرجع كرة القدم المحترفة.كوم (الإنجليزية)